# 爆音伝説サクラ
爆音伝説サクラ（ばくおんでんせつサクラ）は、2008年8月4日にKPEから発売されたパチスロ機（5号機）。保通協における型式名は「爆音伝説サクラJG」。『マジカルハロウィン』、『サンバ×サンバ』に続くKPEのオリジナル機種であるが、KPEの2作目『パチスロあっぱれ応援団』の兄弟機という位置づけになっている。

## 概要
発表自体は2007年度であったが、KPEの旧作においてゴトが行われたということで一旦お蔵入りになっていた機種である。その後、演出面の見直しや規制緩和対応のフリーズ演出を追加し改めて発売されたが、前作の『beatmania』とは違い旧筐体を採用。
女暴走族サクラが爆音を響かせ、ライバルたちと勝負するといったノンタイアップパチスロ機。
BIG BONUS(BB)、MIDDLE BONUS(MB)、REGULAR BONUS(RB)の3種類のボーナスと、全てのボーナス後に突入するCZ「爆音チャンス」と2種類のRT「爆音タイム/超爆音タイム」が搭載されている。
全ての小役で同時抽選し、重複期待度はリプレイ<ベル<1枚役(赤7・スイカ・赤7)<チェリー<スイカの順で高い。

### BONUS
BIG BONUS
ビッグボーナスは赤7揃いの1種類で449枚を超える払い出し枚数で終了。獲得枚数は約320枚。
消化後、期待度最高のCZ「爆音タイム」へ突入する。
MIDDLE BONUS
ミドルボーナスは青7揃いの1種類で309枚を超える払い出し枚数で終了。獲得枚数は約220枚。
消化後、CZ「爆音タイム」へ突入する。
REGULAR BONUS
レギュラーボーナスは赤・赤・青揃いの1種類で69枚を超える払い出し枚数で終了。獲得枚数は約49枚。
消化後、期待度最低のCZ「爆音タイム」へ突入する。

### 爆音チャンス
チャンスゾーン。リプレイ成立で終了、転落。特殊リプレイ、ベル成立でRTに移行する。突入期待度は各個異なり、最高がBB後で最低がRB後。
- 突入条件
  - ボーナス終了後
  - RT「爆音タイム/超爆音タイム」終了後
  - 通常ゲーム550G消化後
  - 設定変更後

- RT「爆音タイム」突入期待度

| BB後  | MB後  | RB後  | RT後  | 通常ゲーム550G消化後 | 設定変更後 |
| ----- | ----- | ----- | ----- | -------------------- | ---------- |
| 約80% | 約60% | 約25% | 約50% | 約50%                | 約50%      |

### 爆音タイム/超爆音タイム
リプレイタイム。チャンスゾーン中に特定小役成立で突入する。規定ゲーム数消化、もしくはボーナス成立で終了となる。消化後はCZへと戻る。純増枚数は約1枚/1G。パンク役などは存在しない。
爆音タイム
チャンスゾーン「爆音チャンス」中にベル成立で規定ゲーム数30G。
超爆音タイム
チャンスゾーン「爆音チャンス」中に特殊リプレイ（リプレイ・リプレイ・ベル）成立で規定ゲーム数100G。

## スペック
※解析値
| 設定 | ボーナス合算 | BB確率 | MB確率 | RB確率 | BB+MB合算 |
| ---- | ------------ | ------ | ------ | ------ | --------- |
| 1    | 1/291        | 1/575  | 1/1170 | 1/1192 | 1/386     |
| 2    | 1/278        | 1/546  | 1/1130 | 1/1130 | 1/368     |
| 3    | 1/263        | 1/524  | 1/1057 | 1/1057 | 1/350     |
| 4    | 1/252        | 1/504  | 1/1008 | 1/1008 | 1/336     |
| 5    | 1/238        | 1/485  | 1/936  | 1/936  | 1/320     |
| 6    | 1/223        | 1/452  | 1/874  | 1/886  | 1/298     |

## BGM
Get the glory!
Destiny

## 登場キャラクター
早乙女サクラ
愛車：雷神愚乙女号(ライジングオトメゴウ)
主人公。伝説のレディース。
早乙女虎吉
愛車：大河崇腐烈駆主(タイガースープレックス)
サクラの父親。トラック運転手でデコトラを駆る。
毒場擬蛇鬼魔
愛車：仏滅2000(ブツメツニセン)
『あっぱれ応援団』からの友情出演。暴走族「チーム悪門」の総長。
シュテファン=麗子
愛車：BlitzGepard SP(ブリッツゲバルトスペチアーレ)
正体不明の女走り屋。サクラを敵対視している。
素斗露辺里イチゴ
愛車：超玄鬼・改？(スーパーゲンキカイ)
サクラの後輩の女子高生。